# Balderson (Virginia Occidental)
Balderson es un área no incorporada ubicada en el condado de Wood (Virginia Occidental), Estados Unidos. Está catalogada como un asentamiento humano por la Junta de Nombres Geográficos de los Estados Unidos.
El número de identificación (ID) asignado por el Servicio Geológico de Estados Unidos es 1560340. Se encuentra a 282 m s. n. m. (925 pies) según el conjunto de datos de elevación nacional.